# Suizhong (häradshuvudort i Kina, Liaoning Sheng, lat 40,33, long 120,34)
Suizhong (kinesiska: 绥中, 绥中县) är en häradshuvudort i Kina. Den ligger i provinsen Liaoning, i den nordöstra delen av landet, omkring 300 kilometer sydväst om provinshuvudstaden Shenyang. Antalet invånare är 586 620. Befolkningen består av 285 331 kvinnor och 301 289 män. Barn under 15 år utgör 15,0 %, vuxna 15-64 år 74 %, och äldre över 65 år 10,0 %.
Runt Suizhong är det tätbefolkat, med 266 invånare per kvadratkilometer. Suizhong är det största samhället i trakten. Trakten runt Suizhong består till största delen av jordbruksmark.
Genomsnittlig årsnederbörd är 736 millimeter. Den regnigaste månaden är juli, med i genomsnitt 195 mm nederbörd, och den torraste är januari, med 4 mm nederbörd.